# Città di Catania
Il Città di Catania è stato un incrociatore ausiliario della Regia Marina.

## Storia

### Dai primi anni alla prima guerra mondiale
Costruita tra il 1909 ed il 1910 ed iscritta con matricola 43 al Compartimento Marittimo di Palermo, l'unità faceva parte di una serie di quattro veloci piroscafi passeggeri ordinati dalle Ferrovie dello Stato. Fin dalla costruzione era previsto, nei piani della Regia Marina, che in caso di guerra le quattro navi sarebbero state requisite, armate ed impiegate come incrociatori ausiliari.
Per questo motivo nel 1911-1912 la nave, requisita ed armata come incrociatore ausiliario, conobbe il suo primo impiego operativo durante la guerra italo-turca. Il 10 aprile 1912, in particolare, l'unità partecipò, insieme agli incrociatori corazzati Carlo Alberto e Marco Polo, al similare incrociatore ausiliario Città di Siracusa, al cacciatorpediniere Fulmine ed alla torpediniera Alcione, ad un bombardamento della città di Zuara (centro di contrabbando di materiali bellici per le truppe ottomane), seguito da uno finto sbarco simulato dai piroscafi Sannio, Hercules e Toscana.
Con l'ingresso dell'Italia nel primo conflitto mondiale il Città di Catania venne nuovamente requisito, armato con 4 cannoni da 120/47 mm e due da 47/40 mm ed iscritto nel ruolo del naviglio ausiliario dello Stato come incrociatore ausiliario. Il 24 maggio 1915 la nave non era ancora pronta, ma entrò presto in servizio.
Il 12 agosto 1915 il Città di Catania era in crociera di blocco ad est di Brindisi, quando, verso mezzogiorno, venne bersagliato dal sommergibile austro-ungarico U 3 con il lancio di un siluro. Evitata l'arma, l'incrociatore ausiliario passò al contrattacco e speronò l'U-Boot che si stava immergendo, senza tuttavia riuscire ad affondarlo. Nella notte successiva il danneggiato U 3 fu affondato a cannonate dal cacciatorpediniere francese Bisson, uscito da Brindisi insieme agli italiani Abba e Mosto per dare la caccia al sommergibile.
Nel pomeriggio del 6 dicembre la nave, al comando del capitano di fregata Sorrentino, lasciò Taranto insieme agli esploratori Quarto e Pepe, ai posamine Minerva e Partenope ed ai cacciatorpediniere Borea, Abba, Nievo e Nullo per scortare a Valona un convoglio (trasporti truppe Dante Alighieri, America, Indiana, Cordova e trasporto militare Bengasi) con a bordo 400 ufficiali, 6300 tra sottufficiali e soldati e 1200 cavalli: il convoglio giunse a destinazione alle 8 del 7 dicembre.
L'11 dicembre 1915 il Città di Catania salpò nuovamente da Taranto per scortare a Valona, insieme ai posamine Minerva e Partenope ed a 6 cacciatorpediniere, un convoglio composto dai piroscafi Dante Alighieri, America, Cordova, Indiana e Valparaiso carichi di rifornimenti destinati alle truppe italiane operanti in Albania (5.000 uomini, 900 animali, più carriaggi e rifornimenti). Il convoglio, dopo una navigazione notturna, arrivò in porto il 12 dicembre.
Il 23 febbraio 1916 l'incrociatore ausiliario (al comando del capitano di fregata Guida R.), insieme al similare Città di Siracusa ed ai cacciatorpediniere Ardito, Irrequieto e Bersagliere, giunse nella baia di Durazzo ed iniziò a bombardare con le proprie artiglierie le truppe austroungariche in avanzata, che stavano per occupare il porto albanese, in via di abbandono. Il 26 febbraio la nave (insieme a Libia, Città di Siracusa, Città di Sassari ed agli anziani arieti torpedinieri Puglia ed Agordat), mantenendosi alla fonda, bombardò anche le postazioni avversarie a Capo Bianco, Rasbul, quota 200, nonché le alture dei dintorni, la diga e la strada per Tirana, sempre nell'ambito delle operazioni di evacuazione di Durazzo.
Verso la metà del 1916 l'unità venne destinata al gruppo incrociatori ausiliari Brindisi, insieme alle unità Città di Cagliari, Città di Siracusa, Città di Sassari e Città di Messina.

### Dal primo dopoguerra al secondo conflitto mondiale
Successivamente al termine del primo conflitto mondiale la nave venne restituita alle Ferrovie dello Stato, riprendendo il servizio di linea. Successivamente venne ceduta alla Società Anonima di Navigazione Tirrenia. In tempo di pace il Città di Catania fu impiegato nel servizio postale di linea.
Nel 1933 la nave prese parte, con compiti di appoggio, alla celebre crociera aerea atlantica degli idrovolanti di Italo Balbo.
Con lo scoppio della seconda guerra mondiale la nave non venne requisita né iscritta nel ruolo del naviglio ausiliario dello Stato, ma, pur proseguendo il servizio civile, venne sovente impiegata in missioni di trasporto truppe per conto del Ministero della Guerra — specialmente tra metà 1942 ed il 1943 —, ricevendo anche una colorazione mimetica.
A partire dal 7 novembre 1941 la nave venne noleggiata dalla Tirrenia alla società consociata Adriatica, che sino alla sua tragica perdita la impiegò sulla rotta da Brindisi a Durazzo.

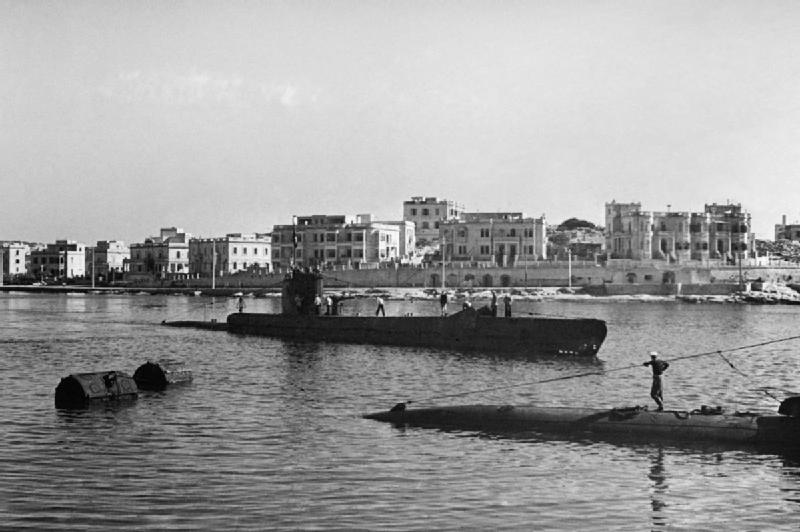
Il sommergibile britannico Unruffled, che affondò il Città di Catania

Alle 5.33 del 3 agosto 1943 il Città di Catania lasciò Durazzo diretto a Brindisi con a bordo 407 passeggeri civili e militari e 105 membri dell'equipaggio (tutti civili). Alcune ore dopo la nave, giunta ormai in vista della costa pugliese, venne avvistata dal sommergibile britannico Unruffled, che le lanciò due siluri: alle 10.45 le armi andarono a segno, raggiungendo il Città di Catania sul lato sinistro, a centro nave, e provocando la rottura della chiglia. Spezzato in due, il piroscafo s'inabissò nel giro di due minuti a 8 miglia per 40° dal semaforo di Brindisi (in posizione 40° 30' 30" N e 18° 04' 30" E), trascinando con sé la metà esatta delle persone a bordo. Oltre alla rapidità dell'affondamento, il gran numero delle vittime fu dovuto al fatto che molti dei passeggeri erano sistemati nel salone centrale, proprio all'altezza del punto in cui colpirono i siluri.
Le numerose unità minori (tra cui una pilotina, il rimorchiatore Galliano e quattro motopescherecci/dragamine ausiliari) che stavano conducendo operazioni di dragaggio fuori Brindisi accorsero prontamente sul posto, salvando 200 passeggeri e 56 membri dell'equipaggio.
Scomparvero con la nave 49 membri dell'equipaggio (compreso il comandante) e 207 passeggeri.